# 志賀清林
志賀 清林（しが の せいりん、生没年不詳）は、奈良時代の力士・行司。最高位は最手。
相撲の吉田司家や各行司家に伝わる『相撲傳書』『相撲講本』『相撲式』等に登場する。その記述では、奈良時代の726年（神亀3年）に、近江国から朝廷に出仕し、相撲の技四十八手と礼法と「突く・殴る・蹴る」の三手の禁じ手を制定する事を聖武天皇に奏上した人物とされる。一方で、他の『続日本紀』などの史書に記述がないことから、架空の人物であるともいわれる。
現在の滋賀県大津市の木戸地区出身ともいわれ、同地区には、志賀清林の墓とされるものや石碑があり、現在は清林パークと呼ばれる公園があり、清林パーク内に設置された説明板には、次のように書かれている。（大意）
2005年（平成17年）3月7日に、高砂親方（元大関朝潮）と第68代横綱・朝青龍らが、滋賀県志賀町（当時）の志賀清林の墓碑を参拝した。